# Institut national des langues et civilisations orientales

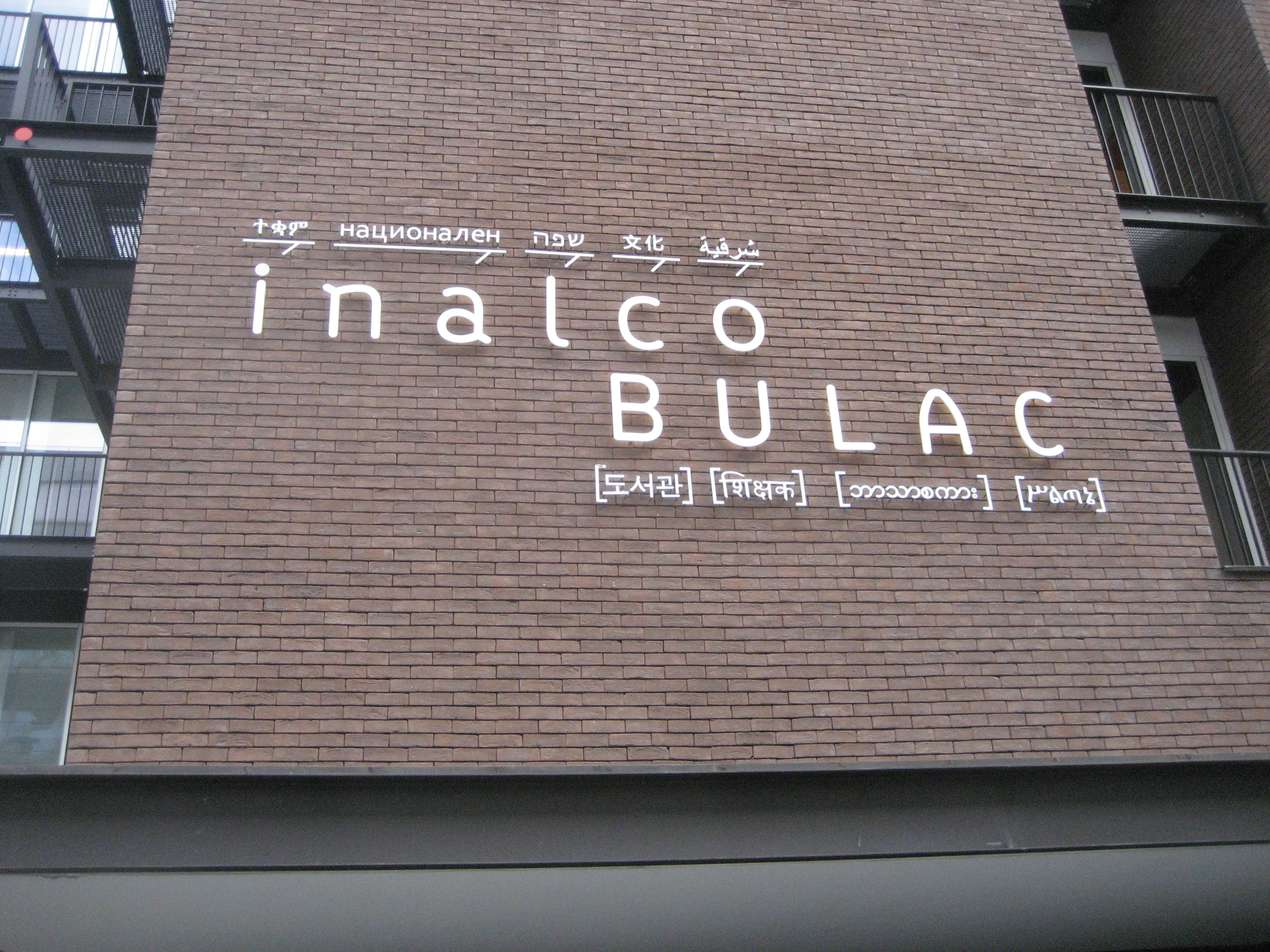
Gmach INALCO i BULAC (2015)

Institut national des langues et civilisations orientales (INALCO, Inalco), Narodowy Instytut Języków i Kultur Orientalnych – szkoła wyższa w Paryżu, założona w 1795 jako École spéciale de langues orientales (Specjalna Szkoła Języków Orientalnych), kształcąca specjalistów w zakresie różnych gałęzi bardzo szeroko pojętej orientalistyki, obejmującej także języki i kulturę Europy Środkowej i Wschodniej, od Finlandii po nowożytną Grecję i Kaukaz.

## Historia
Założona 10 germinala III roku Republiki Francuzów (wraz z École normale supérieure (ENS) i École polytechnique), placówka uzyskała pełne prawa szkoły wyższej za czasów Napoleona, kiedy to wchłonęła istniejącą od 1669, założoną przez Colberta, École des Jeunes de Langues (Szkoła Języków dla Młodych). Uczelnia kilkakrotnie zmieniała nazwę – École royale de langues orientales, Królewska Szkoła Języków Orientalnych, w latach 1818–1831; École nationale des langues orientales vivantes, Narodowa Szkoła Żywych Języków Orientalnych, od 1914; Centre universitaire des langues orientales vivantes, Uniwersyteckie Centrum Żywych Języków Orientalnych, od 1968 do 1971 – a obecną nosi od 1971. Od 1971 do 1984 była związana z Uniwersytetem Nowa Sorbona (Paryż III).

## Siedziba
Szkoła początkowo mieściła się przy Bibliotece Narodowej w Paryżu, przy rue Neuve-des-Petits-Champs. Od 1874 siedziba główna znajduje się przy rue de Lille (VII dzielnica Paryża), sale wykładowe od 1969 do 2011 też przy Quai Voltaire, rue Censier, rue Broca i rue Riquet, a także w gmachach uniwersytetów Porte Dauphine (XVI dzielnica Paryża), oraz w Clichy i w Asnières pod Paryżem.
W 2011 wszystkie wydziały zostały połączone z Uniwersytecką Biblioteką Języków i Cywilizacji (Bibliothèque universitaire des langues et civilisations, BULAC) w Paryżu, przy rue des Grands-Moulins (XIII dzielnica). W zabytkowym budynkiem przy rue de Lille zostały tylko ośrodki badawcze i reprezentacyjne salony.

## Nauczanie i badania
Pierwszymi językami nauczanymi były: arabski (klasyczny i mówiony), turecki, krymskotatarski, perski i malajski. Stopniowo dokładano nowe języki (słowiańskie wprowadzono w 1831). W 2006 nauczanych było 95 języków Azji, Afryki, Oceanii, Karaibów i Europy Środkowo-Wschodniej oraz innych, w tym francuski dla cudzoziemców oraz inuktitut, czyli język Eskimosów z Kanady.
Dawniej Narodowy Instytut Języków i Kultur Orientalnych samodzielnie nie prowadził badań naukowych, lecz koncentrował się na praktycznym nauczaniu rozumienia obcych kultur. Pracownicy INALCO prowadzili badania w ramach Collège de France, École française d’Extrême-Orient, École des hautes études en sciences sociales i École pratique des hautes études. Wykładowcami są bardzo często wybitne osoby pochodzące z krajów będących w kręgu zainteresowania szkoły, a przebywające we Francji jako uchodźcy w ramach azylu politycznego (m.in. Adam Mickiewicz, a w czasach współczesnych Dagpo Rinpoche). Począwszy od ponownego usamodzielnienia się w 1984, prowadzi badania w (objętym nauczaniem) zakresie: dokumentacji i analizy niepiśmiennych kultur orientalnych i afrykańskich, handlu zagranicznego na rynkach Trzeciego Świata, politologii obszarów Karaibów, Azji, Afryki i Pacyfiku, nowych metod nauczania języków obcych i komunikacji międzykulturowej, a także przetwarzania języka naturalnego oraz tak zwanej inżynierii wielojęzyczności (fr. ingénierie multilingue).
Języki nauczane w Instytucie (stan na 2008 rok): albański, amharski, angielski, arabski egipski, arabski literacki, arabski maghrebski, arabski syryjsko-palestyński, aramejski, ajmara, azerski, bambara, bengalski, berberyjskie, białoruski, birmański, bislama, bośniacki, bułgarski, cebuański, chiński, chorwacki, czeski, drehu, estoński, fiński, francuski jako język obcy, ful, gruziński, guarani, hausa, hebrajski, hindi, houailou, iloko, indonezyjski, inuktitut, japoński, jidysz, joruba, judeoarabski, judeohiszpański, kantoński, kazachski, keczua, khmerski, kirgiski, komoryjski, koreański, kurdyjski (kurmandżi i sorani), laotański, litewski, łotewski, łużyckie, macedoński, majańskie, malajski, malgaski, maltański, mon, mongolski, nahuatl, nepalski, nowogrecki, ormiański, osetyjski, osmańskoturecki, paszto, perski, polski, romski, rosyjski, rumuński, sanskryt, serbski, słowacki, słoweński, soninke, suahili, syngaleski, tagalski, tahitański, tajski, tamilski, tatarski (centralny), telugu, tigrinia, turecki, turkmeński, tybetański, ukraiński, urdu, węgierski, wietnamski, wolof, zulu.